# Anadiasa affinis
Anadiasa affinis är en fjärilsart som beskrevs av Aurivillius 1911. Anadiasa affinis ingår i släktet Anadiasa och familjen ädelspinnare. Inga underarter finns listade i Catalogue of Life.